# Bodončar
Bodončar  Munhag (mongolsko Бодончар, Bodončar) je bil slaven mongolski vojskovodja, Džingiskanov prednik in prednik mongolskega klana Barlas, ki je pod Timur Lenkom vladal v Srednji Aziji. Po Skrivni zgodovini Mongolov je bil dvanajsta generacija nazivnih (ne bioloških) potomcev Borte Čino. Džingiskan je bil deveta generacija Bodončarjevih bioloških potomcev. Čagatajsko izročilo datira 'Buzandarja Munkaka' v čas Abu Muslimovega upora, se pravi v leto 747 n. št.
Bodončar je bil ustaovitelj rodbine Bordžiginov, ki ni dobila imena po njem, ampak po Bodončarjevem nazivnem pra-pradedu Bordžigidaju Mergenu (Modremu), kateremu ustreza datum 747 n. št. 
Ime Bodončar Munhag pomeni "mali nezakonski bedak". Bodončar, ali natančneje Butunčar, je pomanjševalnica samostalnika "butuči", ki pomeni nezakonskega otroka ali pankrta. Beseda Munhag pomeni "bebec" ali "bedak". Ime je v popolnem nasprotju z njegovim visokim položajem med mongolskimi plemeni.

## Zgodovinskost
Mongolska plemena v Džingiskanovem času so zelo dobro poznala svoje rodoslovje. Po Rašidu Al-Din Hamadaniju so bila po tem druga za Arabci. V Skrivni zgodovini Mongolov (121. odstavek) je starec Korči Usun iz plemena Baarin zapustil Džamuko in se pridružil Džingiskanu in mu rekel: 
"Mi (Baarin) smo bili rojeni iz ujete žene Butunčar Bogd (Božanska prednica Butunčar), zato smo z Džamuko  ena maternica in ena kri. Džamuke nikoli ne bi zapustili, toda Zaarin (duh, ki prinaša sporočila) je prišel in mi pokazal videnje."
Nadalje pravi, da je videnje napovedalo Džingiskanov vzpon. 
Bodončar Munhag je bil splošno znana osebnost tudi med oddaljenimi plemeni, kot so bili Baarini, ki so izhajali iz prve Butunčarjeve žene, ujete nosečnice, ki se je opisala kot "Džarčuud Adankan Uriankadžin", kar pomeni "ženska iz klana Džarčuud Adankan iz plemena Uriankaj". Skrivna zgodovina Mongolov vključuje nekaj mitskih elementov, kot so videnja in drugo, vendar se posamezniki in plemena obravnavajo kot zgodovinski.

## Okoliščine ob Bodončarjevem rojstvu
V času, ko je bil rojen Bodončar Munhag (okoli 900 n. št.), so bila mongolska plemena naseljena okoli gore Burkan Kaldun, kjer izvira iz reke Onon. Povezani so bili v plemensko zvezo Menggu Šivej (蒙兀室韋)  iz velike mongolsko govoreče konfederacije Šivej  (室韋), tesno povezane s ljudstvom Kitan. Bodončarjeva (nebiološka) prababica po očetu je bila Mongoldžin Gua, kar pomeni "lepa Mongolka" ali "čudovita ženska iz mongolskega plemena".
Mongolsko pleme je živelo okoli gore Burkan Kaldun vsaj od časa Borte Čino, dvanajst  generacij pred Bodončarjem ali od okoli leta 600 n. št. Ozemlje so si delili s starodavnim plemenom Urjankaj, uglednim šivejskim plemenom, v kitajskih virih omenjenim kot Vuluohu (烏羅護). Živeli so nomadsko pastirsko življenje, dopolnjeno z lovom na obilno divjad po okoliških gozdnatih gorah. Na severu sta okoli Bajkalskega jezera živeli plemeni Bargut in Kori Tumed. Na vzhodu so živela tatarska plemena Ajrigud Tatar, Bujrigud Tatar in druga,  ki so prav tako pripadala konfederaciji Šivej. Nekoliko zahodno od Mongolov je bilo živelo starodavno pleme Bajid. Ta zgodnja plemena, v Skrivni zgodovini omenjena pred Bodončarjem, so sklepala zakonske zveze z zgodnjimi Mongoli.
Mnoga druga plemena, omenjena v Skrivni zgodovini, med njimi Džadarani, Baarini, Džegureidi, Nojokoni, Barlasi, Budagadi, Adarkini, Urugudi, Mangudi, Besudi, Oronarji, Konkotani, Aruladi, Sunidi, Kabturkasi, Genigesi, Tajčudi in Džurkini, so bila Bodončarjevi potomci. Vsa ta osrednja plemena Bordžiginov so bila združena okoli gore Burkan Kaldun in so bila še vedno znana kot Mongoli. V Skrivni zgodovini (52. odstavek) piše, da je bil za vsa omenjena plemena, rojena iz Bodončarja Munhaga (Hamag Mongol), zadolžen Kabul kan. Po Kabul kanu, ki je sicer imel sedem sinov, je oblast nad vsemi Mongoli prevzel  Sengum Bilge, sin Ambagaj kana.

## Skrivna zgodovina Mongolov
Skrivna zgodovina Mongolov piše, da je imela Alan Gua pet sinov: Belgunudeja in Bugunudeja z Dobun Mergom in Buku Katagija, Bukatu Saldžija in Bodončar  Munhaga z Maaligom Bajagudajem. Vsem petim govorila, da bodo močni samo v slogi, ker bodo sicer vsakega posebej zlahka slomili kot posamezno puščico. Potem pa je nekega dne ni bilo več. Po njeni smrti so si Belgunude,  Bugunude, Buku Katagi in Bukatu Saldži razdelili materino lastnino, Bodončarja pa so brez deleža  izločili iz svojega klana, češ da je neumen. Bodončar je uvidel, da ga nimajo za svojega, in je  v galopu odjezdil ob Ononu navzdol, pripravljan na vse.  Pri Baldžun Aralu (otok Baldžun) si je naredil šotor iz trave in se tam naselil. Mekega dne je opazil samico rjave kanje, ki je ujela in jedla črnega fazana. Iz nekaj žime iz konjskega repa je naredil zanko, ujel kanjo in jo udomačil. On in kanja sta se hranila z divjačino, v sili tudi z ostanki, ki so jih pustili volkovi, in preživela zimo. 
Spomladi so se na reko vrnile gosi in race in hrane je bilo dovoj za oba. Iz gozdov severno od gore Duiren je prišla skupina ljudi in Bodončar je odšel k prišlekom, se hranil s fermentiranim kobiljim mlekom in noči preživljal v šotoru iz trave. Tujci so ga prosili za njegovo kanjo, vendar jim je ni hotel dati. Nikoli ga niso vprašali, kdo in od kod je. Preprosto brez vprašanj so živeli drug ob drugem.
Starejši braz Buku Katagi ga je pogrešal in začel iskati ob reki Onon  in od ljudi, ki so taborili ob potoku Tunkelig, izvedel za samotarja, ki je natanko ustrezal njegovemu opisu. Povedali so mu, da ima kanjo in vsak dan pride k njim po mleko, nihče pa ni vedel, kje prenočuje. Čez nekaj dni je v tabor ob potoku prišel Bodončar. Brat ga je prepoznal in odpeljal domov. Na poti domov je Bodončar stalno govoril: "Starejši brat! Starejši brat! Dobro je, da ima vsako telo glavo, tako kot ima plašč ovratnik."  Ko ga je brat končno vprašal, kaj pomenijo njegove besede, mu je odgovoril: "Med ljudmi, ki taborijo ob potoku Tunkelig, ni velikih in majhnih, ne dobrih in slabih, ne glav ne nog. Vsi so enaki. Preprosti ljudje. Podjarmimo jih."
Starejši brat mu je odgovoril: "Prav! Doma se bova pogovorila z brati in če se strinjajo, jih bomo podjarmili". Bratje so se s predlogom  strinjali in ga poslali nazaj kot izvidnika. Na poti je ujel nosečo žensko, ki mu je povedala, da je iz Džarčuud Adankanovega klana iz plemena  Uriankaj. Bratje so podjarmili omenjeno ljudstvo in odtlej živeli lagodno življenje. 